# لاتروفیلین
لاتروفیلین‌ها (انگلیسی: Latrophilin) گروهی از گیرنده‌های جفت‌شونده با پروتئین جی بشدت حفظ‌شده هستند و نخستین بار بر اساس توانایی‌شان در اتصال به زهر عنکبوت آلفا لاتروتوکسین شناسایی شدند. این مولکول در طنابداران و از جمله انسان تا ۳ هومولوگ دارد.
عملکرد دقیق لاتروفیلین‌ها هنوز به‌خوبی مشخص نشده‌است؛ اما اختلال ژنتیکی در آنها را با بروز اختلال کم‌توجهی - بیش‌فعالی و سرطان مرتبط دانسته‌اند.

## پروتئین‌های انسانی حاوی ایندومین
- لاتروفیلین ۱
- لاتروفیلین ۲
- لاتروفیلین ۳